# Basílica de Santo Domingo (Perugia)

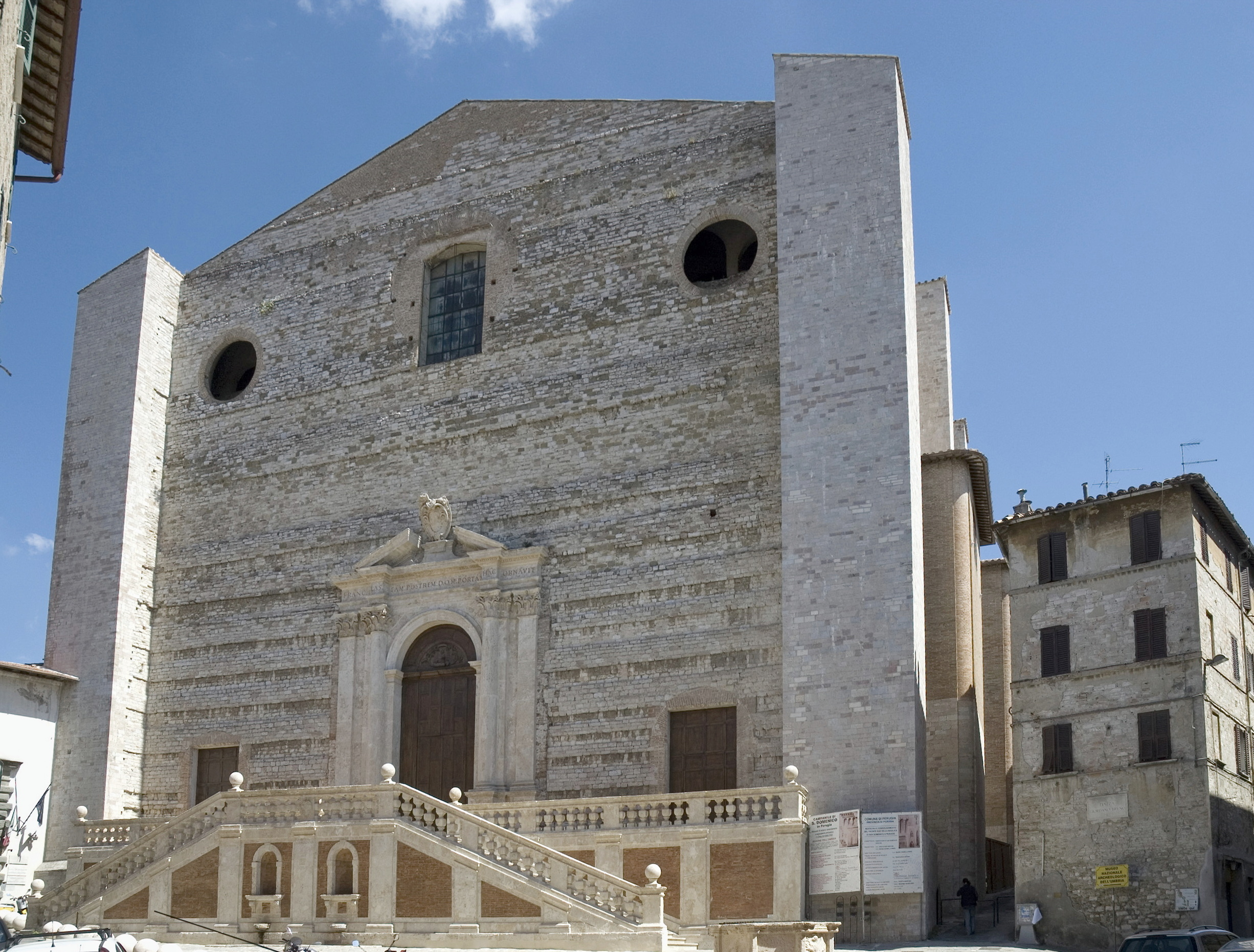
Detalle de la portada

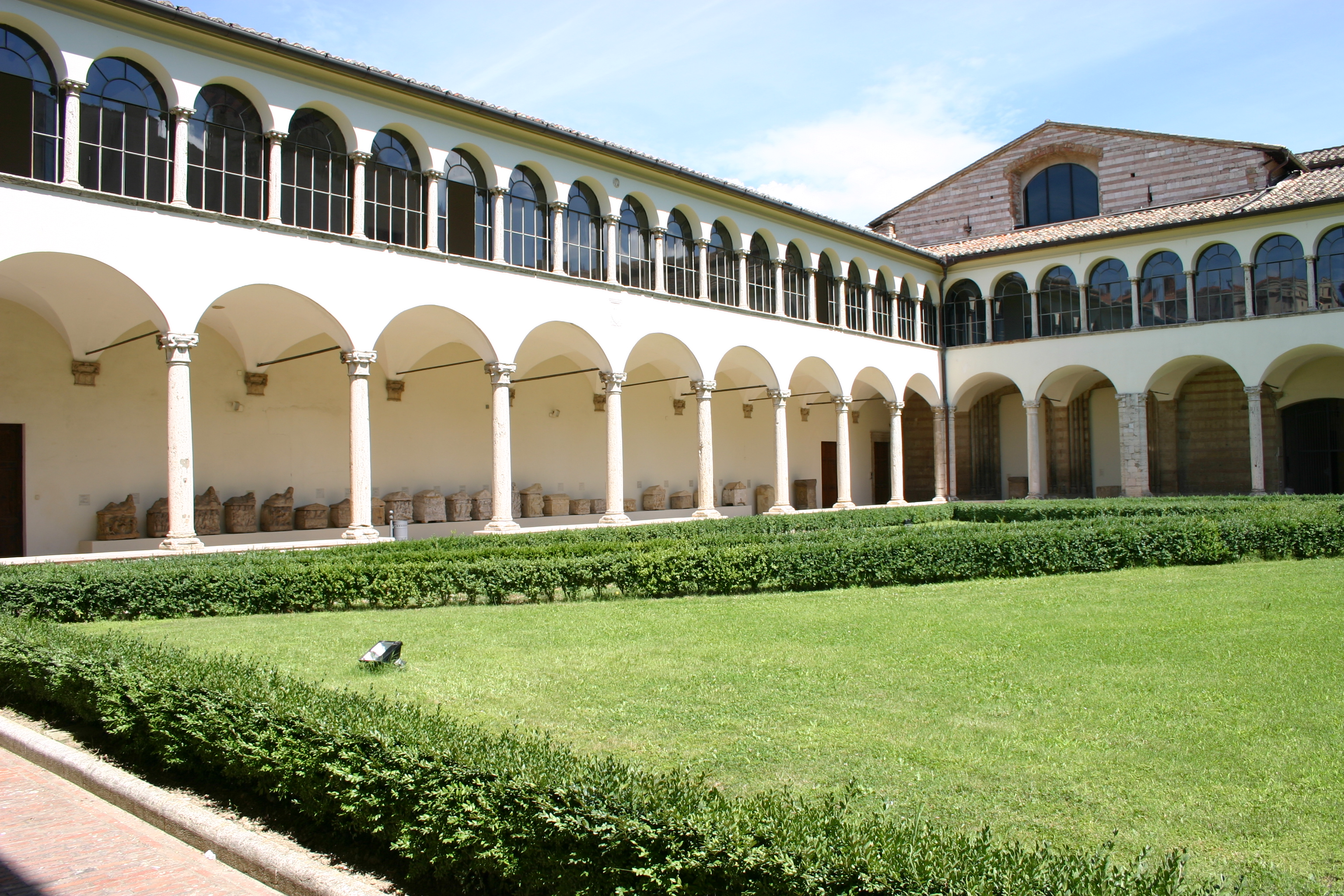
Claustro que alberga el museo arqueológico

La basílica de Santo domingo es una edificio religioso en Perugia, Umbría, en la zona central de Italia. Es la mayor iglesia de toda Umbría.

## Descripción
Por fuera, la iglesia presenta un portal y una doble escalera barroca del siglo XVI. El edificio original es de 1304, y se construyó sobre uno que ya existía (conocido como San Domenico Vecchio, o sea Santo Domingo Viejo), que resultaba insuficiente tras el crecimiento de la orden dominicana. Según Giorgio Vasari, lo diseñó Giovanni Pisano La iglesia se consagró en 1459. Con base en el esquema norte europeo del Hallenkirche, quedó en ruinas a mediados de los años 1610. Entre 1629 y 1632 Carlo Maderno la renovó, y muestra semejanzas con la nave de la basílica de San Pedro, del mismo autor, aparte de la ausencia de ventanas. El nuevo templo incluyó una nave y dos alas.
Del edificio original, se conservan el claustro, construido entre 1455 y 1579 y una gran ventana (21 x 8,5 m) cerca del coro, realizado por Bartolomeo di Pietro en 1411. Esta ventana también se ve en un fresco que se encuentra en la actualidad en el Palazzo dei Priori de Perugia. La torre del campanario la construyó entre 1454 y 1500 el arquitecto lombardo Gasperino di Antonio. Originalmente era más alta que en la actualidad, pero se redujo por razones de inestabilidad.
Dentro de la iglesia hay un monumento funerario dedicado al papa Benedicto XI, quien murió en Perugia en 1304 (que tal vez realizó un pupilo de Arnolfo di Cambio), el altar del rosario por Agostino di Duccio y el coro de madera, de finales del siglo XIV. La iglesia albergó asimismo la políptico de Perugia de Fra Angelico, hoy en la Galería Nacional de Umbría.
El claustro anexo alberga el Museo Arqueológico Nacional de Umbría, con objetos prehistóricos, romanos y etruscos encontrados en excavaciones realizadas en Umbría.